# 日本とシエラレオネの関係
日本とシエラレオネの関係（英語: Japan–Sierra Leone relations） では、日本とシエラレオネの関係について概説する。日本は、1961年のシエラレオネ独立と同時に同国を承認し、それ以降ODAを中心に友好かつ平和的な関係が維持されている。しかし1967年のクーデター、1990年代のシエラレオネ内戦、2014年のエボラ出血熱流行などがありシエラレオネの情勢が安定せず、民間の交流は未だ少ない。

## 両国の比較
|             | シエラレオネ               | 日本                           | 両国の差                     |
| ----------- | -------------------------- | ------------------------------ | ---------------------------- |
| 人口        | 781万3215人（2019年）      | 1億2626万人（2019年）          | 日本はシエラレオネの約16.2倍 |
| 国土面積    | 7万1740km²                 | 37万7972 km²                   | 日本はシエラレオネの約5.3倍  |
| 首都        | フリータウン               | 東京都                         |                              |
| 最大都市    | フリータウン               | 東京都区部                     |                              |
| 政体        | 共和制                     | （民主制）議院内閣制           |                              |
| 公用語      | 英語                       | 日本語（事実上）               |                              |
| 国教        | なし                       | なし                           |                              |
| GDP（名目） | 41億2173万米ドル（2018年） | 5兆819億6954万米ドル（2019年） | 日本はシエラレオネの約1233倍 |
| 地図        |                            |                                |                              |

## 外交・経済

### 要人往来

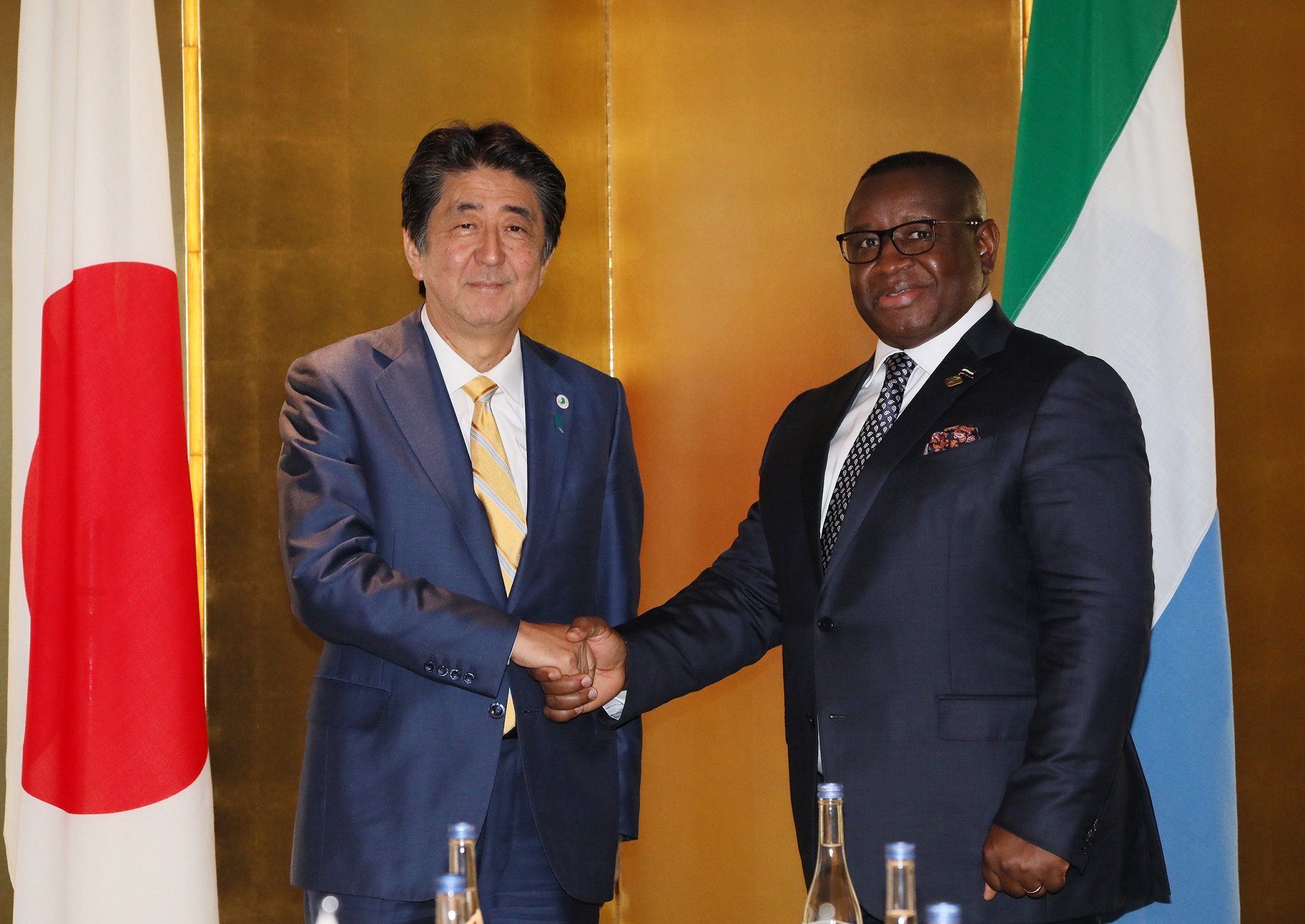
日・シエラレオネ首脳会談（2019年）

2013年にアーネスト・コロマ大統領が、2019年にジュリウス・マーダ・ビオ大統領が訪日して安倍晋三内閣総理大臣（当時）と首脳会談を実施し、さらなる支援や協力・交流の深化について意見が交わされている。情勢不安があり日本からシエラレオネへの要人往来は多くないが、2003年にはユニセフ親善大使である黒柳徹子がシエラレオネを視察に訪れている。

### 貿易
貿易関係は、2019年の対日輸出が17.2億円に対し対日輸入は17.7億円と、ほぼ輸出と輸入は釣り合っている状態にある。その要因としては、シエラレオネが資源大国でありチタンや銅、ダイヤモンド、金などを産出して日本に供給してる事が挙げられる。一方、日本は船舶類や医薬品を輸出している。

## 支援

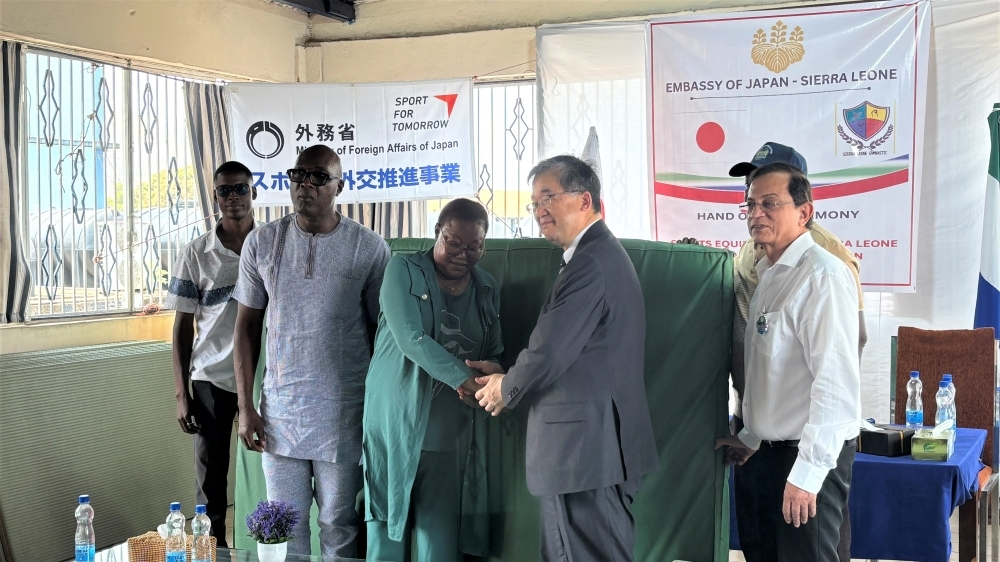
日本の外務省は、令和6年度「スポーツ外交推進事業」の一環として、トランポリン一式と競技用マットと、柔道畳と柔道着を、シエラレオネ体操連盟とシエラレオネ柔道協会に寄贈した。

2017年までの経済的支援はおよそ330億円に達しており、日本はイギリスやアメリカ合衆国、ドイツ、アイルランドなどと並ぶ主要なシエラレオネ援助国である。主な支援は電力分野と食糧分野がで実施されており、首都フリータウンを中心に配電用変電所の整備・既設配電線の修復と延伸及び関連資機材の調達、国連世界食糧計画（WFP）を通じた食糧援助などが実施されている。

### エボラ出血熱に対する支援
2014年の西アフリカエボラ出血熱流行の際には、同年8月8日に日本はシエラレオネを含む西アフリカのエボラ流行国3国（ギニア、リベリア）に対して「渡航延期勧告」と「退避検討勧告」を出した。その後、日本政府はエボラ終息の為に同国を含む流行国に対し積極的な支援を行い、自衛隊による防護服輸送も行われた。
この、エボラ流行の際に医療器具が不足した経験から、日本はエボラ終息後もシエラレオネにインフラ整備の一環として医療支援を続け、超音波画像診断装置や患者用モニターといった高度医療器具を供与している。

## 外交使節
両国ともに正式な大使館は開設されておらず、1973年から1991年にかけては在リベリア日本国大使館がシエラレオネを兼轄し、1991年6月より在ガーナ日本国大使館が兼轄している。一方のシエラレオネは、在中国シエラレオネ大使館が日本を兼轄している。

### 駐日シエラレオネ大使
| 代 | 氏名                               | 在任期間        | 官職名       | 備考                                |
| -- | ---------------------------------- | --------------- | ------------ | ----------------------------------- |
| 1  | ロイド・コジョ・オニケ・ランドール | 1978年 - 1983年 | 特命全権大使 | 信任状捧呈は11月22日 初代、北京常駐 |
| 2  | カレブ・ババトゥンデ・アウビー     | 1983年 - 1990年 | 特命全権大使 | 信任状捧呈は4月21日 北京常駐        |
| 3  | シェク・バダラ・バシル・ダンブヤ   | 1990年 - 1998年 | 特命全権大使 | 信任状捧呈は4月18日 北京常駐        |
|    | シャフル・E・ジョニー              | 1998年 - 2000年 | 臨時代理大使 | 北京常駐                            |
| 4  | アルサイン・ディーン               | 2000年 - 2008年 | 特命全権大使 | 信任状捧呈は8月14日 北京常駐        |
|    | シャフル・E・ジョニー              | 2008年          | 臨時代理大使 | 北京常駐                            |
| 5  | アブドゥル・カリム・コロマ         | 2008年 - 2011年 | 特命全権大使 | 信任状捧呈は7月17日 北京常駐        |
|    | 不在                               | 2011年 - 2015年 |              |                                     |
|    | クンバ・アリス・モモ               | 2015年 - 2022年 | 臨時代理大使 | 北京常駐                            |
| 6  | アーネスト・ビンバ・ドマヒナ       | 2022年 - 2024年 | 特命全権大使 | 信任状捧呈は7月22日 北京常駐        |
|    | サファ・ウィア・ロジャース         | 2024年          | 臨時代理大使 | 北京常駐                            |
| 7  | アブ・バカール・カリム             | 2024年 -        | 特命全権大使 | 信任状捧呈は9月26日 北京常駐        |